# PKS 2000-330
PKS 2000-330 (também conhecido como QSO B2000-330) é um quasar localizado na constelação de Sagittarius. Quando foi identificado em 1982, era o mais distante e mais luminoso objecto conhecido.